# Drop ship
Per drop ship (anche conosciuto come Drop shipping o Dropshipping) si intende un modello di vendita grazie al quale il venditore vende un prodotto ad un utente finale, senza possederlo materialmente nel proprio magazzino.
Il venditore che in questo caso viene chiamato "Dropshipper", effettuata la vendita, trasmetterà l'ordine al fornitore (ossia al grossista che ha fisicamente i beni nel suo magazzino), il quale spedirà il prodotto direttamente all'utente finale.
In questo modo, il venditore si preoccupa esclusivamente della pubblicizzazione dei prodotti, senza le relative incombenze legate ai processi di imballaggio e spedizione che invece sono a cura del fornitore.

## Drop ship ed aste online
Il sistema di vendita in "drop ship", nato negli Stati Uniti, si è diffuso anche grazie alla crescita di siti di aste online, che hanno permesso a migliaia di venditori che operano su siti come eBay di proporre quotidianamente i prodotti messi a disposizione dai dropshipper, sui loro negozi virtuali, guadagnando la differenza di prezzo tra il costo del dropshipper ed il prezzo di vendita finale effettuata online.

## Rischi legati al venditore

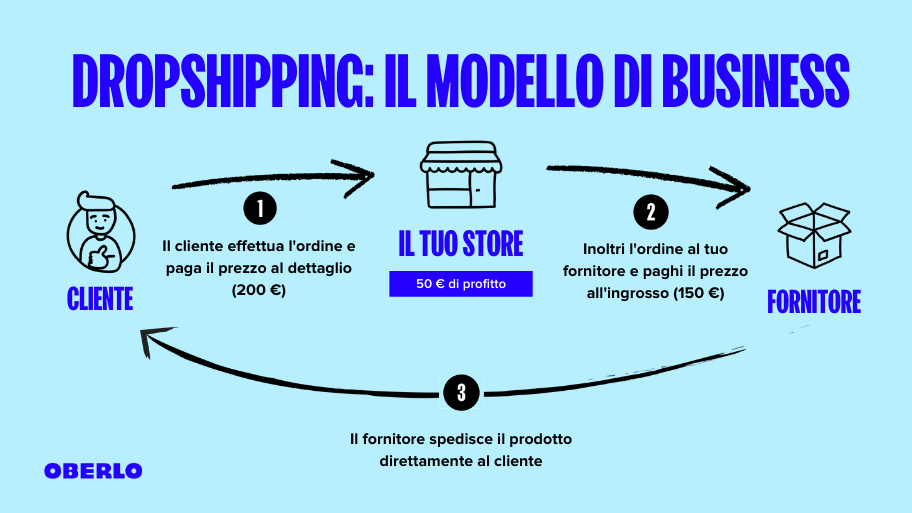
Schema esplicativo per le imprese di drop ship

Come tutte le attività commerciali anche il drop ship ha suoi rischi che i venditori dovrebbero conoscere prima di avviare un'attività di vendita attraverso questo sistema. I rischi più comuni sono:
- Basse percentuali di guadagno: i prodotti venduti in drop ship dovrebbero dare un margine di guadagno mai inferiore al 25-30% pena il rischio di remissione nel medio/lungo periodo. Nel settore informatico, ad esempio, sui computer il margine è intorno al 15%.
- Rischio di esaurimento prodotti: accade quando viene venduto un prodotto non più disponibile nel magazzino del fornitore. Il venditore dovrebbe accertarsi sempre che i prodotti che pone in vendita siano disponibili presso dropshipper, e di contro quest'ultimo dovrebbe assicurare una comunicazione in tempo reale con i propri venditori in modo da notificare i prodotti esauriti ed evitare tali disguidi. Questo problema è facilmente superabile se il dropshipper dispone di un sistema di e-commerce integrato con la sua contabilità di magazzino in grado di assicurare che ogni ordine sia gestito in tempo reale.
- Rischi legati alla reputazione online del venditore: qualora il dropshipper effettui ritardi nella spedizione o imballi il prodotto in maniera non adeguata; in questi casi è il venditore che deve assicurarsi che tutti i parametri su prodotto, imballaggio, spedizione e consegna concordati con il dropshipper vengano rispettati.
- Elevata concorrenza sui siti di vendite online: porta ad una inevitabile riduzione dei prezzi e quindi ad un guadagno inferiore al previsto.

## Rischi per l'utente finale
Per quanto riguarda il consumatore finale, vi è il rischio che questi debba affrontare degli oneri doganali quando il dropshipper o la sua merce si trovano in paesi al di fuori di particolari accordi doganali, come per gli stati estranei alla Comunità Europea: è il caso, per esempio, dell'elettronica di consumo spedita in paesi UE direttamente dalla Cina o da altri paesi extracomunitari. Oltre a ciò, potrebbero subentrare difficoltà ad utilizzare la garanzia o a dialogare con il fornitore, o il rischio di dovere affrontare il costo di spedizione per eventuali restituzioni o riparazioni. Infine, si possono a volte riscontrare problemi per quanto riguarda il tempo di attesa della merce, che può talvolta essere particolarmente lungo. Anche il processo di gestione di resi e rimborsi può essere problematico. In molti casi, il cliente potrebbe trovarsi ad affrontare politiche di reso complesse, soprattutto se il fornitore si trova all’estero. La difficoltà di comunicazione e la mancanza di assistenza clienti efficace rendono spesso questo aspetto complicato per l'utente finale.